# Missa brevis núm. 1 (Mozart)
La Missa en sol major (K. 49/47d) és la primera missa completa composta per Wolfgang Amadeus Mozart. És un missa brevis per a solistes SATB, cor, violí I i II, viola i baix continu.
Mozart va escriure aquesta missa a l'edat de 12. No obstant això, no va ser la seva primera composició d'una part d'una missa ordinària -dos anys abans ja havia compost una Kyrie (K. 33)-, i tampoc va ser la seva composició més gran sobre un tema religiós: la seva obra de teatre musical sagrat Die Schuldigkeit des ersten Gebots havia estat estrenada a l'any anterior.

## Origen i context
Composta a Viena a la tardor de 1768, aquesta missa és l'única missa brevis amb una part de viola. No és clar per q quina ocasió fou composta, i s'ha confós amb la Waisenhausmesse, composta en el mateix any. La música religiosa del moment estava cada vegada més influïda per l'òpera i els ornaments barrocs de la instrumentació. Les primeres misses de Mozart, com la K. 49/47d, s'han vist com un retorn als valors més austers de l'era pre-barroca.

## Moviments
Els sis moviments de la missa segueixen el tradicional Ordre de la Missa:
1. Kyrie Adagio, sol major, 4/4
Kyrie eleison... Andante, sol major, 3/4
2. Gloria Allegro, sol major, 4/4
3. Credo Allegro, sol major, 3/4
Et incarnatus est... Poco Adagio, do major, 2/2
Et resurrexit... Allegro, sol major, 2/2
Et in Spiritum Sanctum... Andante, C major, 3/4; baix solo
Et in unam sanctam... Allegro, sol major, 2/2
4. Sanctus Andante, sol major, 3/4
Pleni sunt coeli et terra... Allegro, sol major, 3/4
Hosanna in excelsis... Allegro, sol major, 4/2
5. Benedictus Andante, C major, 3/4; quartet solista
Hosanna in excelsis... Allegro, sol major, 4/2
6. Agnus Dei Adagio, sol major, 2/2
Dona nobis pacem... Allegro, sol major, 3/8